# Macrothele calpeiana
Macrothele calpeiana är en spindelart som först beskrevs av Charles Athanase Walckenaer 1805.  Macrothele calpeiana ingår i släktet Macrothele, och familjen Hexathelidae. Inga underarter finns listade.